# 马尔科姆·霍华德
马尔科姆·霍华德（英語：Malcolm Howard，1983年2月7日—），加拿大男子赛艇运动员。他曾代表加拿大参加2008年和2012年夏季奥林匹克运动会赛艇比赛，获得一枚金牌和一枚银牌。